# Alva (Oklahoma)
Alva – miasto w Stanach Zjednoczonych, w stanie Oklahoma, siedziba administracyjna hrabstwa Woods.